# Listă cu domenii filozofice de bază
- Epistemologie
- Estetică
- Etică
- Filozofia limbajului
- Filozofia minții
- Filozofie politică
- Filozofie socială
- Filozofia științei
- Filozofia religiei
- Metafizică